# Hornloses Hereford-Rind

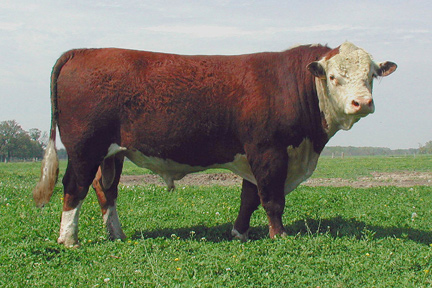
Hornloser Hereford-Bulle

Das Hornlose Hereford-Rind (englisch: Polled Hereford) ist eine hornlose Rinderrasse, die erstmals in Iowa in den USA gezüchtet wurde.
Es ist sehr eng verwandt mit dem Hereford-Rind, das seinen Namen von der Stadt Hereford in Westengland hat. Es handelte sich um eine genetische Mutation, die bei einigen Tieren der Rasse Hereford vorkam. Diese Kühe bekamen hornlosen Nachwuchs, der wieder miteinander gekreuzt wurde. So waren die Hornlosen Herefords geboren.
Warren Gammon, ein junger Rinderzüchter aus Iowa in den USA, verschrieb sich der Idee der Hornlosen Herefords und startete die Herdbuchzucht mit elf angeboren hornlosen Rindern. Heute werden in den USA die Hornlosen Herefords und die Herefords unter der „Amerikanischen Hereford-Vereinigung“ zusammengefasst.
Das Hornlose Hereford-Rind wird für seine ausgeprägten Vorderviertel, seine Tiefe und Bemuskelung, sein gutmütiges Temperament, die Schnellwüchsigkeit der Kälber und gute Fleischqualität geschätzt.